# Hoornsteen

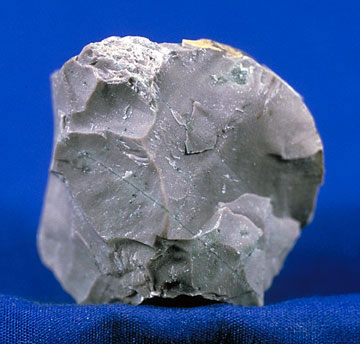
Hoornsteen

Hoornsteen of hoornkiezel is een kiezelzuurrijk, microkristallijn gesteente dat wordt gevormd door metasomatisme van sedimentair gesteente. Hoornsteen kan kleine fossielen bevatten en kan wit tot zwart van kleur zijn. Meestal is het grijs, bruin, roestig rood of lichtgroen. De kleur wijst op de aanwezige elementen, zo wijzen rood en groen op de aanwezigheid van ijzer. 
Er is veel verwarring betreffende de nauwkeurige betekenissen en de verschillen onder de termen hoornkiezel, chalcedoon en vuursteen (evenals hun talrijke variëteiten). In de petrologie wordt de term hoornkiezel gebruikt om naar alle gesteenten te verwijzen die hoofdzakelijk uit microkristallijne, cryptokristallijne en vezelige kwarts worden samengesteld. Chalcedoon is een microfibreus gesteente (microkristallijn met een vlezige structuur). Strikt gesproken wordt de term vuursteen gereserveerd voor hoornkiezel dat in krijtgesteente en mergelige kalken voorkomt.

## Variëteiten
Variëteiten van hoornsteen:
- Gewoon hoornsteen is hoornkiezel gevormd in kalksteen. Dit is de meest voorkomende soort hoornkiezel.
- Vuursteen is een compact microkristallijne kwarts. Het wordt gevonden in krijt of mergelkalksteenvormingen en door een vervanging van calciumcarbonaat met kiezelzuur gevormd. Het wordt algemeen gevonden als knobbeltjes.
- Jaspis is een soort van hoornsteen die als primaire stortingen wordt gevormd. Deze wordt in of met betrekking tot magmatische vormingen gevonden en heeft zijn rode kleur aan het ijzer te danken. Jaspis komt vaak ook in zwart, geel of zelfs groen voor (afhankelijk van het ijzertype). Jaspis is gewoonlijk ondoorzichtig.
- Radiolariet kan microfossielen bevatten
- Chalcedoon is een microfibreuze kwartsvorm
- Agaat lijkt op chalcedon maar heeft duidelijke lagen die in kleur of waarde verschillen
- Onyx is een gestreept agaat met lagen in parallelle lijnen, vaak zwart en wit
- Opaal is een gehydrateerd siliciumdioxide